# Whalfera wiszniewskii
Whalfera wiszniewskii (лат.) — ископаемый вид сетчатокрылых насекомых из семейства Rhachiberothidae. Обнаружены в эоценовых балтийских янтарях Европы (Польша).
Вид был впервые описан в 2010 году палеоэнтомологами В. Макаркиным и Дж. Куприяновичем (V. N. Makarkin and J. Kupryjanowicz).
Вместе с другими ископаемыми видами сетчатокрылых насекомых, такими как Spinoberotha mickaelacrai, Libanosemidalis hammanaensis, Chimerhachiberotha acrasarii, Alboconis cretacica, Oisea celinea, Eorhachiberotha burmitica, Phthanoconis burmitica, Glaesoconis baliopteryx, Retinoberotha stuermeri, Paraberotha acra являются одними из древнейших представителей Neuroptera. Ранее был описан вид Whalfera venatrix, с которым они образуют род Whalfera.